# 米国貿易調整支援制度
貿易調整支援制度（英語: en:Trade Adjustment Assistance, TAA）とは、アメリカ政府の連邦プログラムで、アメリカ経済の特定の部門により貿易の損害を減らす方法として作用するものである。このページは貿易調整支援の4つの要素に焦点を当てている。その4つの要素というのは、労働者、企業、農家、コミュニティである。
各省では、貿易調整支援プログラム全体の異なる部門を担当している。労働者のプログラムは1番大きく、アメリカ労働省によって所管されている。農家のプログラムは、アメリカ合衆国農務省によって所管され、企業とのコミュニティのプログラムはアメリカ合衆国商務省によって所管されている。

## 歴史
アメリカ貿易調整プログラムは1962年の貿易拡大法の下で正当化された４つのプログラムから構成されており、さらに1974年の貿易法の下で明らかにされている。
貿易補償プログラムによるTAAの独自の発想は1939年までさかのぼる。後にジョン・F・ケネディによって自由貿易にむけた完全な一括法案の一部として提案された。ケネディ大統領は言った。「国家政策の観点から考えた時、高い関税を避けるべきだとすれば、競争によって傷ついた人々は影響の矢面に立つことを要求されるべきではない。むしろ連邦政府が部分的には経済調整の負担を負うべきである。」

## 理由

### 労働者のために
TAAの支持者は自由貿易はアメリカの中の消費者、労働者、企業に低価格、高い効率、質そして雇用増という観点から広く利益を提供すると主張している。彼らは交渉された取引量からの利益は部門を越えて大きく、広く分配されていると主張している。
例えば、2011年では輸出によって2010年より15%近く多い、970万の仕事が支えられていた。アメリカ経済のためのチリ、シンガポール、オーストラリア、モロッコ、そして韓国とのFTAからの利益はそれぞれ、40億ドル、170億ドル、190億ドル、60億ドル、300億ドルと推定されている。
しかし、貿易の利益を得るためにはアメリカ経済は部門間にまたがって生産要素を再配分しなければならない。つまり、自由貿易は競合品の輸入と海外への外注による失業関連のコストももたらす。
アメリカ労働省によれば失業者というのは、彼らの工場や会社が閉鎖や移動したり、業務内容や地位が不十分で廃止されてしまった２０代の人や失業や退職した老人として定義される。
国際労働機関(ILO)によると、労働者は失業、移行期間の低賃金、技術の陳腐化、研修費、個人費用(例、精神疾患)のような高い調整費を負担した。
地域、産業、労働者により集められているこれらの貿易費用は貿易利益よりも低い。
例えば教師のようないくつかの職業が輸入競争をしたことがないことにくらべ、その間靴の製造業の輸入競争は40パーセントも増加しているのだ。
一般的に、製造業の労働者は他の部門の労働者に比べて、輸入競争に最も影響を受けやすい。さらに、貿易によって得られる利益は影響を十分に及ぼすのに時間を要するが、特にコストが、競争力の低い部門に影響を与える。 
輸入浸透度と失業率の間の相関関係が強い。エーベンシュタイン達は、アメリカでは輸入浸透度が1ポイント上昇するにつれて製造業の雇用は0.6ポイント減少し、その結果約5%の製造業の仕事が縮小するということを発見した。進歩的政策機構(en:Progressive Policy Institute)の調査によると、2007年から2011年の間、モノやサービスの輸入の増加のため130万人の直接的、間接的雇用が失われた。同様に、クレッツァーは、高い輸入競争に直面している産業は製造業の雇用の損失の40%を占めているということを提唱している。経済政策機構(en:Economic Policy Institute)は2015年までにアメリカの貿易赤字全てはさらなる214,000人の失業に相当すると推定している。
貿易失業者は他の理由によって解任された労働者と大きく異なるわけではないが、若干の違いがある。
彼らは歳をとって教育を受けておらず、より在職期間が長く生産志向になりがちで、失った仕事において高収入の失業者が多く、他の職場では役に立つスキルも少ないため、女性の割合が他の解任された労働者よりも高い傾向にある。
これらの特性は、特にどんな解雇理由でも時代遅れの技術を持つ追加訓練を受けられない労働者の労働力移動と再雇用困難に関連付けられている。
さらにまた、良い求職情報がないことや、地理的不一致などの非対称な情報は失業を長引かせている。
再雇用は特に高年齢労働者にとっては難しいことである。労働省は2012年に55～64歳の再雇用率と65歳とそれ以上はそれぞれ47%と24%であり、一方20～54歳の割合は約62%であったと発表している。
一度失業した人たちは新しい仕事を得ても、かなりの賃金の削減に苦しむ。失業者の約3分の2が新しい仕事で低賃金しか貰えず、以前製造で働いていた人の4分の1は、新しいフルタイムの仕事において３０%かそれ以上の給料減になる。
その理由は、多くの労働者が給料が低いサービス部門で仕事を見つけるからだ。
エベンスタインエタール(2009)は、製造業をやめてサービス業で仕事を見つけた労働者が、6～22%間の賃金の低下に苦しんでいることを発見した。彼らは結果、職種別輸入が1%増えると実質の賃金は0.25%ポイント低下した。
輸入競争のマイナス影響は労働者だけでなく彼らの家族や地域社会も負っている。失業した労働者は、住宅ローンの支払いが遅れ、家族に医療を提供する。家族はスムーズに資産を使い切るに違いない。失業した労働者は職を失った後に健康状態が悪化しているという証拠がある。企業開発のための企業(CFED)による報告によると、46%以上の無職で健康保険に入れない人と、保険に加入していない労働者の31%は、病気であるにもかかわらず、医師に会わない。もし労働者が他の領域の他の仕事で再び働くことができると、全ての家族が住むところがなくなり、子供は学校から追い出される。国内の緊張は増大する 。労働者を解雇するという事実はそれより広い衝撃がある。商品サービス、税の徴収の総計の需要にも影響するからだ。
要するに、貿易は、価格と利益の不平等な再配分につながる。
調整過程は、失業者だけでなく全ての社会と経済に影響を与える。
さらに、能率の悪い部門から競争力のある部門への労働者の再配分は貿易利益を得て、上記に説明され、過渡期を延長し、調整費を増加させる多数の障害によって遅らされている。この枠組みでは、多くの学者や政策立案者は貿易関連の調整費は政策の反応に値すると主張している。
アメリカ貿易調整支援は、50年以上に渡って政治的支援の実例を示すことを続けてきた。この支援計画は自由貿易協定に対する政治的抵抗や労働者のロビー活動を減らすのに役立つため、もっぱら貿易による失業者を対象とした援助計画を行うことは、昔は連邦議員の間で幅広い政治的支援を享受してきた。
合同経済委員会による2012年のレポートと同様にTAAは完全な貿易政策の一部を存続させることを必要としている。なぜならそれはより大きくて明白な貿易利益を犠牲にすることなく、輸入競争によって害されるものを補償するからである。

## 具体的なプログラム

### 労働者のための貿易調整支援
労働者雇用援助局(en:Employment and Training Administration)、つまり、労働者のための貿易調節支援は、様々なサービスを提供している。トレーニングや仕事探しの支援を含めた再就職の様々なサービスを提供し、輸入の増加や、アメリカ国外の生産物へのシフトにより、仕事を失ったり、時間や賃金の削減に苦しんでいる労働者を転職させたりすることに役立てている。TAAプログラムでは、プログラムの参加者が新しい仕事をより早く見つけ、雇用を再び維持し、以前の仕事と同等の雇用の保持や賃金を保証することを目的としている。主な利点の間では、下記の通りである。フルタイム訓練に参加した全労働者の最高117週の現金支払いという定期的な失業保険（UI）に加えて貿易再調整手当（TRA)（労働者はTRAを受け取るために認定後8週間又は、一時解雇後の16週間の訓練にいずれか遅い日に参加しなければならない）そして再雇用貿易調整支援（RTAA）又は50歳以上の労働者の補足賃金、そして再就職して1年50,000ドル未満の収入、それは、最長2年間のあいだの最大1万ドルの手当に加え労働者の再雇用の賃金と保証された仕事との差の50%と同等の賃金補助を提供する（労働者は26週間以内に再雇用されなければならない）。2013年末に期限切れとなるヘルスケア税額控除プログラムや、医療保険に関連するその他の税額控除が含まれていたTAA（例えば、患者保護と手頃な価格のケア法）が利用可能になる。労働者がTAA訓練の全時間に参加する（または、棄権証書がある）場合にのみ、労働者はTRAを受け取るためそのプログラムは再訓練を助長する。そのプログラムは、50州、コロンビアとプエルトリコの特別区と協力して労働省（DOL）によって管理されている。
労働省長官は貿易再調整支援(TRA)の実施と州政府機関との協力による移転手当を受ける認可をされた。
TRAは、その時点で個人の正規の失業補償に加えて支払われていた所得補助金である。
そのオリジナルプログラムは訓練も再雇用も構成していなかった。そのプログラムは1974年の貿易法の一部として拡充された1974年まで滅多に使われることはなかった。
1974の貿易法は、そのプログラムのうち、訓練の構成要素の確立させた。1981年には、そのプログラムはロナルド・レーガン陣営の要望の下、米国議会によって突然に削減された。
2002年貿易調整支援選挙制度改革法はプログラムを拡大し、北米自由貿易協定の下で提供される貿易調整プログラムと組み合わされた。
TAAは最近いくつかの改正を受けた。2009年に、TAAプログラムは、アメリカ回復と再投資法の一部であった2009年の貿易とグローバリゼーション調整補助法（TGAAA）により広がりを見せた。これらの利権は2010年の包括的貿易法案によって、2011年2月まで延長された。それ以降2002年のTAARAの元で以前に広げられた条項に戻された。2011年10月、2011年のTAAEAはTAAは法律に署名し、2009年のTGAAAに含まれる恩恵のほとんどを復活させた。いくつかの制限とともに2014年の12月31日に認可された。TAAは2013年12月31日を通して現在の対策で管理していくだろう。2014年12月31日の満期までの追加の一年間、TAAは、2002年のTAARAによって認められた適格性と便益水準の下で活動するように設定されている。

### 企業のための貿易調整支援
商務省のプログラムでは、企業のための貿易調整支援で輸出競争の影響を受ける製造業者およびサービス会社に対して財務援助を提供する。
商務省の経済開発局が後援するこのコスト共有米国援助プログラムは、会社の競争力を向上させる計画の代償を支払う手助けを行っている。11個の貿易調整支援センターの国内ネットワークを通して、EDAはコロンビアとプエルトリコの区域の全て50州にはアメリカの製造会社・生産会社・サービス会社に共有費用に基づく技術的援助を供給する。
企業のための貿易調整支援は、輸入に影響を与えた企業に対し、専門的指導、事業復興計画の策定、外部コンサルティング・サービスの費用の分担を提供する。 適格性は同様の線に沿って確立されており、顧客が購入者を申請者から輸入品に移すことが一部起因することにより、売上高と雇用が最近減少していることを示している。 2009年アメリカ復興・再投資法（ARRA）は、プログラムの唯一の目的だった伝統的な製造会社だけでなく、サービス会社への適格性を拡大しました。 このサービス会社および労働者の拡大は2010年12月31日に終了する予定であり、プログラムは承認を延長するための投票なくしてARRA前の構造に戻る。

### 農家のための貿易調整支援
広範囲貿易法により2002年に創設された農家の貿易政策支援は、2007年度以降、毎年9000万ドルまでの資質を認めている。そのプログラムのもとでは、もし輸入により彼らの商品が少なくとも部分的に影響を受けて値が下がったら、一定の農業生産者は毎年、1万ドルまでの支払いを受け取ることができる。このような支援の対象になるためには、そのような生産者は認定のグループのメンバーにならなければならない、また法律によって特定されたメンバーの基準を満たさなければならない。そのプログラムは、農業省によって管理されている。

## プログラムの適格性

### 労働者について
労働者は輸入品、またはアメリカ合衆国との自由貿易協定を彼らの会社がどの国とも結ぶことによる生産のシフト、またはアンデス特恵関税やアフリカ成長機会のもとにある受益国、または生産における特定の他のシフトによって直接影響を受けるに違いない。
もし主要企業に供給された製品が、二次的な労働者の企業の生産または販売の20%を構成していたり、または彼らの雇用者がいる主要企業の損失が二次的な労働者の離職にかなり寄与しているのであれば、川上の供給業者の従業員は適格であるといえる。
川下の生産者の従業員は、主要企業によって生産された物品の付加的な付加価値生産プロセスを実行する場合に適格であり、一次認証はカナダまたはメキシコへの輸入の増加または生産シフトに基づいている。
利益を受け取るために、離職者は一時解雇の理由を書くための調査を始めるためにグループとして申し立てを満たさなければならない。かつてアメリカ合衆国労働省(DOL)は、貿易は特に一時解雇者に与えており、そのグループは保証されているが個人作業者はまだ地元のワンストップキャリアセンターに利益を求めなければならない。
2009年に修正されるように現在の法律のもとで、コールセンター業務のような大部分のサービス業の労働者は取引調整援助の資格がある。2004年、コンピュータの専門家グループが取引調整援助に応募しようとした海外労働者によって置き換えられたが、コンピュータのソフトウェアがDOLによる「記事」とみなされなかったため拒否された。DOLの接近に対して批判しているアメリカの国際貿易議会によって、一連の冷酷な決定がされた後、DOLは2006年四月にソフトウェアコードのようなデジタル製品を製造するさらに多くの労働者を援助するために貿易調節援助を拡大するよう方針を改訂した。それにもかかわらず、2014年を除いて、2002年1月1日から始まるTAARAのもとに、サービス分野の貿易離職者が増えている。

### 農家について
貿易によって悪影響をうける農家と農場経営者は、貿易調整手当をもらうのではなく、農林水産省が行う新しいプログラムに参加するのが相応しい。また、TAAのもとで指導を受けるのも相応しいかもしれない。

## プログラムコスト
そのプログラムのコスト全体はいくつかの構成要素で成り立っている。
プログラムの主な支出は、2002年の貿易法の年間資金調達水準に設定された再雇用サービスである：州補助金2億2000万ドル（各支給額の15％に相当する管理支出に加えて）
 TRAの収入支援とRTAAの賃金保険の問題は受給総額を暴露させている。2011年の会計年度では、TRAの費用は234,126,500ドルでRTAAの費用は43,227,212ドルであり、この年のそれぞれの問題の当事者の数に基づいている。)

## プログラムの有効性

### 労働者のために
労働者のためのTAAはこれまで112回目の議会の前にそのプログラムを再認可するために論争を映す全体的に低い有効性を論証している。
第一に、そのプログラムは労働者のかなりの部分がTRAを受け取っていないので、移行中に支援を提供することはあまり効果的ではない。2011年度には196,000人以上のTAA参加者がいて、約46,000人だけがTRAを受領した。1つの理由は、8/16週間の研修登録期限が労働者の研修プログラムへの登録能力を著しく制限し、さらに、TRAとUIを受け取っている労働者であっても、失われた所得の一部のみが置き換えられます。そのプログラムは健康保険の適用範囲であるが、TAAへの参加は雇用喪失に伴う期間の減少と関連づけられたため、過去には効果はあまりなかった。
再就職促進の観点からもそのプログラムの効果は極めて低い。DOLの見積もりに基づくプログラム終了者のTAA後の結果のデータによると、就業率は2011年において、66%であった。数理政策研究所とSPRの報告ではTAAは雇用可能性を上昇させるという観点において、効果的ではないと判断している。参加者の再雇用率においては好ましい効果があるが、統計的にその数字は非参加者と比較し違いはない。
いくつかの研究が報告しているように、新しい仕事における収入損失を軽減するという点でプログラムの有効性は非常に低い。 Reynolds and Palatucci（2008）は、「TAAプログラムに参加することにより、被雇用者がプログラムに参加しないことを選択した場合よりも約10パーセントの賃金の損失が生じる」と推定した。
en:Mathematica Policy ResearchやSPRによるレポートは、TAAは収益上でも、ユーザーインターフェースの受給者との比較においても、何の効果も持っていないと推定され、TAAの参加者は数週間働いても、低い賃金しか貰えないこと明確に述べている。
その上、2007年のen:Government Accountability Office(GAO)レポートは、2006年の会計年度において、受給者のたったの5%かもしくはそれ以下しか賃金保険を受け取れていないことを示している。
そのプログラムは賃金格差を縮小するには効果的ではない。なぜなら賃金保険加入者は解雇されてから26週間以内に仕事を探さなければならず、それが非常に短期間であることが証明されたからだ。さらに、そのプログラムは損失の半分しか返ってこない。
結局この計画の実施は労働投資法が発生させる余分なコストや管理努力の複製などと広範囲にわたって一致している。訓練資金を配分する過程もまた問題である。州は会計年度の初めに資金を受け取るが、それは週の訓練サービスの需要を十分に反映していない。加えて、州はケースマネジメントのための資金を受け取らず、訓練のために資金をつかう柔軟性はない。したがって州は労働者に適切にサービスを提供するという課題に直面している。

## 政策ビジョン

### 労働者について
最後の年、TAAプログラムは欠陥のあるパフォーマンスと高い費用のため多様な批評家の影響を受けた。TAAは2014年の最後まで拡大されるだけで、112回目の議会はプログラムについて総意の不足が分かる前に処理された。異なる機関からの何人かの学者は、方針選択肢を提案した。

#### 調整支援計画の統合
金融サービスフォーラムは2008年の報告書”グローバル経済の成功:アメリカ労働者のための調節支援計画を通してUIの離職者にどんな理由で転職したのか調査し、UIとTAA問題の中の統合問題を提案した。その問題は、賃金保険や(現在の問題であるCOBRAの下)携帯できる健康保険、再任や再教育支援のような再雇用サービスも含まれる。賃金保険は新しい仕事をする45歳以上の労働者の低い賃金の損失を保護した。計画は、前の仕事を最低2年間従事していた労働者の失った賃金の50%を最高2年間、1年につき最高1万ドルを取って代わるものであった。再教育については、労働者は、税金対策のために、また教育と訓練にいっぱいのコストを費やすこと、また訓練の地域の面では無制限に総収入から差し引くことができた。
その計画の見積もられた1年間の費用は220億ドルである。金融サービスフォーラムはその計画に支払うために、現在の税金のシステムを州レベルで全ての収入に対して一律1.2パーセント、そして合衆国レベルでの収入に対して一律0.12パーセント税金を課すことを提案している。

#### 賃金保険と医療保険のための補助金プログラム
ブルッキングス研究所や国際経済学会の学者たちは、適格な労働者のためのUIプログラムに加えて、賃金保険と医療保険のための補助金を含む2重のプログラムを提案した。
一方で、このプログラムは貿易のせいだけでなく、いかなる理由においても再就職後の収入不足に苦しむ失業者をカバーするものである。
失業者は工場の閉鎖や移転、地位やシフトの削除、不適当な仕事が原因で職を失ったと考えられている。
このプログラムは元の仕事と新しい仕事の収入差を30%～70%の間で取り替えることになるだろう。
労働者たちが的確だと認められるためには前職で、少なくとも2年間はフルタイムで雇われており、立証可能な賃金引き下げに苦しんでいなければならない。
この保険は元の仕事を失業した日から2年以内までに新しい仕事を見つけ、その仕事を引き受ける人のみに支払われるだろう。
年収は、10,000ドルか20,000ドルに制限されるだろう。
収入はUIを通じて管理されるだろう。
加えてプログラムは、フルタイムの移住労働者に対して最長6ヶ月間、または新しい仕事が見つかるまで（どちらか早い方）、健康保険の補助金を提供する。労働者には、仕事の乱れを防ぐために、一定期間、おそらく3年または4年の間に少なくとも1回以上補助金を受け取ることに制限されるだろう。
ケルザーとリターン(2001)はフルタイムの移住労働者は以前の仕事の少なくとも2年分の保有権を持ち、新しい仕事の賃金の減少に苦しむと判断している。この問題には1年間に20億～50億ドルかかるだろう。このコストは4.2～4.9%の国家の失業率とともに見積もられている。2012年、失業率は8.9%であった。その結果、その問題が履行されれば、その計画費用は高くなるだろう。